# Catharina Julia Roeters van Lennep
Catharina Julia Roeters van Lennep (Almelo, 26 oktober 1813 - Amsterdam, 2 december 1883) was een Nederlandse kunstschilderes en tekenares.

## Leven en werk
Roeters van Lennep werd in 1813 in Almelo geboren als dochter van de koopman - tevens consul te Koningsbergen - Jacob Roeters van Lennep en Johanna Hermina Coster. Zij werd opgeleid aan de Koninklijke Academie van Beeldende Kunsten te Amsterdam, waarvan ze in 1838 honorair lid werd. Haar werk werd hier regelmatig geëxposeerd. Zij was een leerlinge van Anton Weiss. 
Roeters van Lennep schilderde stillevens, zowel met bloemen, vruchten als met jachtwild. Een van haar stillevens werd in 1842 bekroond met de zilveren erepenning van het genootschap Felix Meritis. Zij werd geportretteerd door de Amsterdamse schilderes Thérèse Schwartze.
Roeters van Lennep trouwde op 5 oktober 1836 te Amsterdam met de advocaat en latere kantonrechter mr. Jeronimo de Vries. Samen met haar man zette zij zich in voor de stichting van bewaarscholen in Amsterdam. De stichting van de Sophiabewaarschool, waarvoor zij de steun van de toenmalige prinses Sophie verwierven, was daarvan het eerste tastbare resultaat. Door dit voorbeeld zouden er binnen drie jaar nog negen bewaarscholen in Amsterdam gesticht worden.  Zij overleed in december 1883 op 70-jarige leeftijd in haar woonplaats Amsterdam.